# Jorge Imaná
Jorge Imaná Garrón (Sucre, 1930 – California, 5 de diciembre de 2014) fue un pintor y muralista boliviano. 
Junto a su hermano el pintor muralista Gil Imaná fueron miembros fundadores del Grupo Anteo.

## Reseña biográfica
A sus siete años comenzó a estudiar artes con el profesor Goyo Ayaviri y con 12 años ingreso a estudiar artes plásticas en la Academia de Bellas Artes Zacarías Benavides, recibió el reconocimiento del maestro Luis Wallpher como mejor alumno. Completo el curso superior de bellas artes de Juan Rimsa en Sucre. Realizó estudios en Ciencias Biológicas.ˈ
Estuvo casado con casado con María Cristina García.
Comienza a exponer sus obras desde el año 1947, junto a su hermano Gil Imaná, son protagonistas del arte boliviano en la segunda mitad del siglo XX.
A su fallecimiento sus restos fueron esparcidos en el océano Pacífico.

## Murales
- Educación para la paz y la libertad, Colegio Padilla
- Los Charcas y la conquista, Colegio Junín
- Barricada pobre de la ciudad de Dios y Mariategui
- El despertar social peruano, Sindicato de Construcción Civil, Lima, Perú

## Premios y distinciones
- Premio Municipal, Sucre, 1948

- Primer Premio Salón "4 de abril", La Paz,  1962
- Premio Salón de Acuarelistas, Lima, 1960
- Premio Sociedad Nacional de Bellas Artes, Lima